# Walter G. Grupp
Walter Georg Grupp (* 16. Juni 1952 in Leutkirch; † 8. September 2021 in Brüssel) war ein in Belgien tätiger deutscher Rechtsanwalt.

## Werdegang
Grupp verbrachte seine Kindheit und Jugend in Heidenheim an der Brenz, dem Stammsitz der Familie. Er leistete nach dem Abitur am Hellenstein-Gymnasium Heidenheim den Militärdienst in Ulm und Winnipeg. Grupp studierte anschließend Rechtswissenschaften an der Universität Heidelberg. Er begann seine berufliche Laufbahn als Justitiar in der Bekleidungsindustrie. 1987 ließ er sich als selbständiger Anwalt und Fachanwalt für Steuerrecht in Brüssel nieder.
Er wurde Vertrauensanwalt bei der Deutschen Botschaft in Brüssel und vertrat außerdem die EU-Kommission am Europäischen Gerichtshof in Luxemburg. 1988 erhielt er die Zulassung als belgischer „comptable-fiscaliste agréé IPCF“.
Grupp war von 1989 bis 2012 Inhaber der von ihm gegründeten, auf die Verwaltung mittelständischer Unternehmen spezialisierten Firma Intergest Belgium SPRL. 1993 gründete er die Firma Euro-TÜV SPRL (später Interrecherche SPRL), ein Unternehmen zur Durchführung von EU-finanzierten Projekten. Seit 1993 war er Direktor und seit 2004 Generalsekretär des Europäischen Mittelstandsverbandes CEA-PME und seit 1995 außerdem Leiter des Büros der Taxpayers Association of Europe (TAE) in Brüssel.
Seit 2006 war er Ehrenmitglied des Europäischen Journalistenverbandes. Für seinen Einsatz als „Vertreter des Mittelstands“ aber auch für sein soziales Engagement wurde er 2019 mit dem Bundesverdienstkreuz am Bande ausgezeichnet.
Walter Grupp war verheiratet und lebte in Brüssel. Aus der Ehe ging eine Tochter hervor. Grupp ist am 8. September 2021 im Alter von 69 Jahren nach kurzer, schwerer Krankheit verstorben.
 Er wurde am 20. September 2021 auf dem Waldfriedhof in Heidenheim beigesetzt.

## Publikationen
Grupp publizierte zahlreiche, überwiegend online erscheinende Veröffentlichungen und Beiträge zum belgischen und grenzüberschreitenden Steuerrecht, zum Erb- und Schenkungsrecht sowie zur Gesundheits- und Altenpflege.

## Soziales und kulturelles Engagement
Grupp engagierte sich für verschiedene soziale und kulturelle Projekte, wie medizinische Hilfsprojekte u. a. in Ruanda und als Ehrenmitglied des  Tierschutzverbandes Provieh. Er war ab 2013 Vorstandsmitglied der gemeinnützigen Königlich Belgisch-Deutschen Gesellschaft.
Grupp war Mitverfasser einer Broschüre über Jugendstilvasen, organisierte zu diesem Thema Ausstellungen und engagierte sich außerdem als Förderer des deutschen Jazz.